# 루이스 이루레타고예나
루이스 이루레타고예나 아이에스타란(스페인어: Luis Iruretagoyena Aiestarán; 1907년 6월 21일, 바스크 주 사라우츠 ~ 1965년 날짜 미상)은 줄여서 키리키(스페인어: Kiriki)로 알려진 스페인의 축구 선수로, 현역 시절 공격수로 활약했다. 그는 1928년 하계 올림픽의 축구 대회에 참가했다.